# Резня в Батавии (1740)

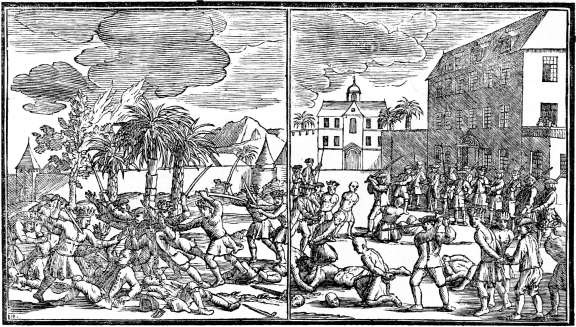

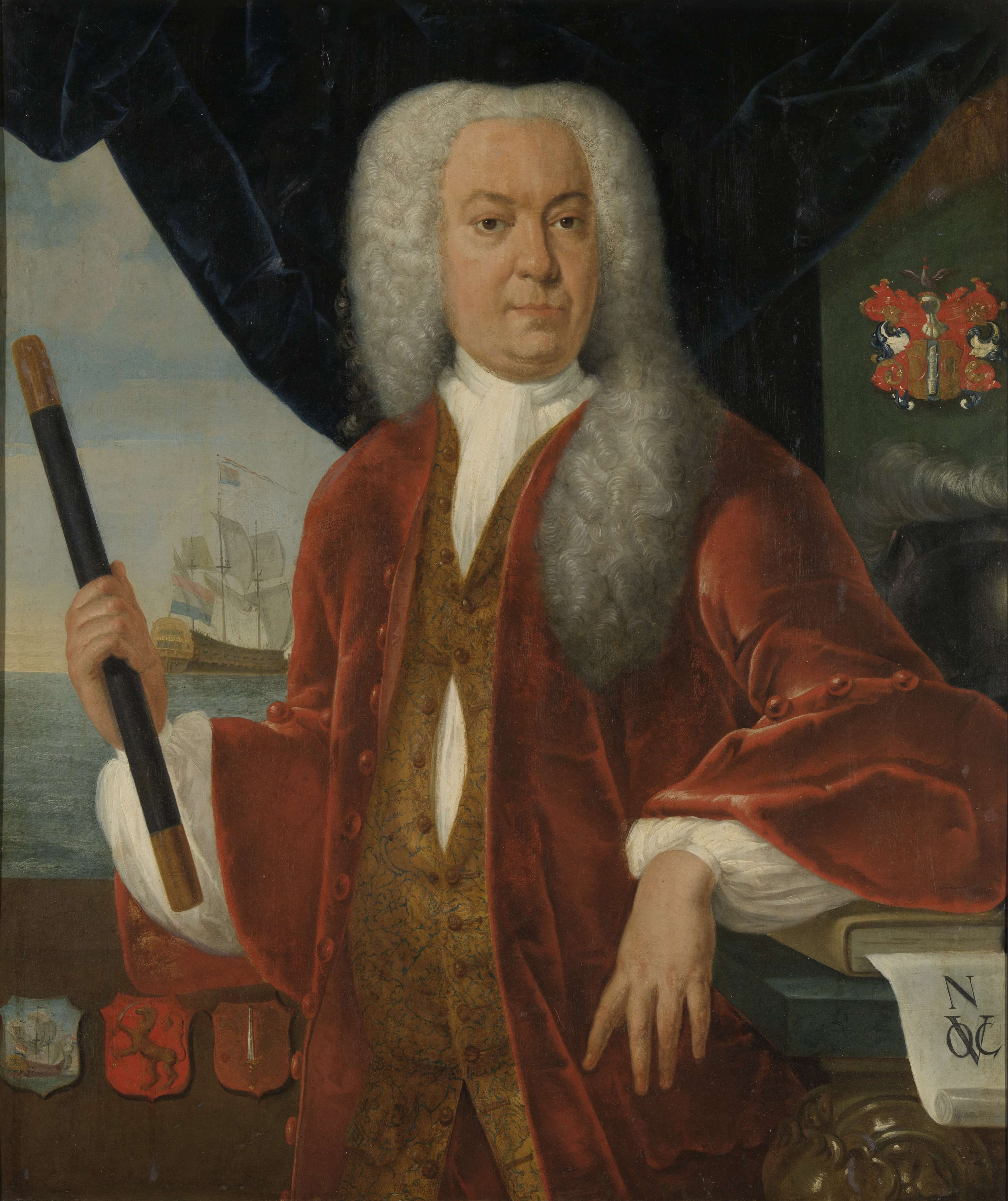
Портрет генерал-губернатора Адриана Валкенира

Резня в Батавии 1740 года (нидерл. Chinezenmoord, буквально «убийство китайцев»; индон. Geger Pacinan, буквально «Беспорядки в китайском квартале») — резня этнических китайцев в портовом городе Батавии (ныне Джакарта) в голландской Ост-Индии (ныне Индонезия). Насилие внутри города продолжалось с 9 по 22 октября 1740 года, а небольшие стычки за стенами прекратились лишь в конце ноября того же года. Историки подсчитали, что по меньшей мере 10000 этнических китайцев были убиты; выживших было, как считается, от 600 до 3000.
В сентябре 1740 года, когда начали распространяться волнения среди китайского населения, вызванные репрессиями правительства и снижением цен на сахар, генерал-губернатор Адриан Валкенир заявил, что любое восстание будет жестоко подавлено. 7 октября сотни китайцев, многие из которых были рабочими на сахарных заводах, убили 50 голландских солдат, возглавлявших голландские отряды, конфисковавшие всё оружие у китайского населения и установившие для китайцев комендантский час. Два дня спустя слухи о китайских зверствах привели к тому, что другие этнические группы Батавии начали сжигать китайские дома вдоль канала Бесар, а голландские солдаты начали обстреливать из пушек дома китайцев. Насилие вскоре распространилось по всей Батавии, число жертв среди китайцев росло. Хотя Валкенир объявил амнистию китайцам 11 октября, иррегулярные банды продолжали охотиться и убивать китайцев до 22 октября, когда генерал-губернатор принял более решительные меры для прекращения убийств. За пределами городских стен столкновения между голландскими войсками и бунтующими рабочими сахарных заводов продолжались. После нескольких недель мелких стычек возглавляемые голландскими офицерами войска атаковали укрепления китайцев на сахарных заводах по всей области.
В следующем году нападения на китайцев на Яве вызвали двухлетнюю войну, в которой этнические китайцы и яванские силы сражались против голландских войск. Валкенир был позже отозван в Нидерланды по обвинению в преступлениях, связанных с резнёй. События, связанные с резнёй, многократно упоминались в голландской литературе, а также приводятся в качестве возможной этимологии названия нескольких районов в Джакарте.